# Estados Unidos en los Juegos Olímpicos de París 1900
Estados Unidos estuvo representado en los Juegos Olímpicos de París 1900 por un total de 75 deportistas, 68 hombres y 7 mujeres, que compitieron en 10 deportes.

## Medallistas
El equipo olímpico estadounidense obtuvo las siguientes medallas:
| Nombre | Deporte           | Competición                     |
| --- | ----------------- | ------------------------------- |
| Oro |                   |                                 |
| Irving Baxter | Atletismo         | Salto de altura M               |
| Irving Baxter | Atletismo         | Salto con pértiga M             |
| Ray Ewry | Atletismo         | Salto de longitud sin impulso M |
| Ray Ewry | Atletismo         | Triple salto sin impulso M      |
| Ray Ewry | Atletismo         | Salto de altura sin impulso M   |
| John Flanagan | Atletismo         | Martillo M                      |
| Frank Jarvis | Atletismo         | 100 m M                         |
| Alvin Kraenzlein | Atletismo         | 60 m M                          |
| Alvin Kraenzlein | Atletismo         | 110 m vallas M                  |
| Alvin Kraenzlein | Atletismo         | 200 m vallas M                  |
| Alvin Kraenzlein | Atletismo         | Salto de longitud M             |
| Maxie Long | Atletismo         | 400 m M                         |
| Myer Prinstein | Atletismo         | Triple salto M                  |
| Richard Sheldon | Atletismo         | Peso M                          |
| Walter Tewksbury | Atletismo         | 200 m M                         |
| Walter Tewksbury | Atletismo         | 400 m vallas M                  |
| Margaret Ives Abbott                                                                                                   | Golf              | Individual F                    |
| Charles Sands | Golf              | Individual M                    |
| William Carr Harry DeBaecke John Exley John Geiger Edwin Hedley James Juvenal Roscoe Lockwood Edward Marsh Louis Abell | Remo              | Ocho con timonel (M8+) M        |
| Plata |                   |                                 |
| Irving Baxter | Atletismo         | Salto de longitud sin impulso M |
| Irving Baxter | Atletismo         | Triple salto sin impulso M      |
| Irving Baxter | Atletismo         | Salto de altura sin impulso M   |
| Meredith Colket | Atletismo         | Salto con pértiga M             |
| James Connolly | Atletismo         | Triple salto M                  |
| John Cregan | Atletismo         | 800 m M                         |
| Truxtun Hare | Atletismo         | Martillo M                      |
| William Holland | Atletismo         | 400 m M                         |
| Josiah McCracken | Atletismo         | Peso M                          |
| John McLean | Atletismo         | 110 m vallas M                  |
| Myer Prinstein | Atletismo         | Salto de longitud M             |
| Walter Tewksbury | Atletismo         | 60 m M                          |
| Walter Tewksbury | Atletismo         | 100 m M                         |
| Pauline Whittier | Golf              | Individual F                    |
| Bronce |                   |                                 |
| John Bray | Atletismo         | 1500 m M                        |
| Robert Garrett | Atletismo         | Peso M                          |
| Robert Garrett | Atletismo         | Triple salto sin impulso M      |
| David Hall | Atletismo         | 800 m M                         |
| Josiah McCracken | Atletismo         | Martillo M                      |
| Frederick Moloney | Atletismo         | 110 m vallas M                  |
| Lewis Sheldon | Atletismo         | Triple salto M                  |
| Lewis Sheldon | Atletismo         | Salto de altura sin impulso M   |
| Richard Sheldon | Atletismo         | Disco M                         |
| Walter Tewksbury | Atletismo         | 200 m vallas M                  |
| John Henry Lake | Ciclismo en pista | Velocidad ind. M                |
| Pauline Whittier | Golf              | Individual F                    |
| Marion Jones Farquhar                                                                                                  | Tenis             | Individual F                    |
| H. MacHenry | Vela              | 3 – 10 Ton M                    |
| Henry Van Bergen | Vela              | +20 Ton M                       |